# Martin Bartek
Martin Bartek (* 17. Juli 1980 in Zvolen, Tschechoslowakei) ist ein slowakischer Eishockeyspieler, der zuletzt bei den Eispiraten Crimmitschau aus der DEL2 unter Vertrag stand.

## Karriere
Bartek begann seine Profikarriere beim HKm Zvolen, wo er in der Saison 1997/98 erstmals in der slowakischen Extraliga für die erste Mannschaft spielte. Bis 1997 und 1998/99 stand der Flügelstürmer in Zvolen unter Vertrag und spielte zwischenzeitlich in der Québec Major Junior Hockey League, nachdem er 1997 beim CHL Import Draft in der ersten Runde von den Huskies de Rouyn-Noranda als insgesamt siebter Spieler ausgewählt worden war. 1998 wurde er zudem im NHL Entry Draft 1998 an 202. Stelle in der achten Runde von den Nashville Predators ausgewählt. Zu einem Einsatz in der National Hockey League kam Bartek allerdings nie.
1999 wechselte der Linksschütze erneut nach Nordamerika, wo er nach einer weiteren Spielzeit in der QMJHL bei den Moncton Wildcats, für die New Orleans Brass in der East Coast Hockey League eine erfolgreiche Saison absolvierte. Daraufhin setzten die Predators den Slowaken bei ihrem Farmteam, den Milwaukee Admirals in der International Hockey League und später in der American Hockey League ein. In der Saison 2002/03 spielte Bartek für insgesamt vier Vereine in der tschechischen Extraliga und der ECHL. Nach dieser, für Bartek schwierigen Spielzeit zog es ihn erneut zurück in seine Heimat. In seiner Rückkehr-Saison beim HKm Zvolen wurde der Angreifer slowakischer Vizemeister und mit 74 Punkten Topscorer der Extraliga.
In der Saison 2004/05 spielte Bartek zunächst für Rauman Lukko in der finnischen SM-liiga, anschließend stand er für den HC Slovan Bratislava auf dem Eis. In der nachfolgenden Spielzeit verdiente der Slowake zunächst bei Metallurg Nowokusnezk in der russischen Superliga sein Geld, ehe er am Ende der Saison für 17 Spiele ein erneutes Gastspiel beim HKm Zvolen gab.
Im Jahr 2006 zog es Bartek erstmals nach Deutschland, wo er einen Vertrag bei den Duisburger Füchsen unterschrieb, noch vor Ende der Saison verließ er die Stadt jedoch wieder und wechselte in die zweitklassige schwedische HockeyAllsvenskan zu Leksands IF. Im August 2006 wurde der Stürmer erstmals in den Kreis der slowakischen Nationalmannschaft berufen.
Für die Spielzeit 2007/08 unterschrieb der Slowake einen Vertrag beim Zweitligisten Moskitos Essen und wurde dort Topscorer und Spieler des Jahres in der 2. Bundesliga. Nach der Insolvenz der Moskitos Essen unterschrieb Bartek im Sommer 2008 einen Zweijahresvertrag bei den Kassel Huskies, für die er in der Saison 2008/09 in der Deutschen Eishockey Liga aufs Eis geht. Zur Saison 2009/10 wechselte Martin Bartek zu den Kölner Haien, wo er einen Zwei-Jahres-Vertrag unterschrieben hatte. Der Vertrag wurde im Juli 2010 aufgelöst und Bartek wurde vom HC Pardubice verpflichtet. 2012 wurde er mit dem Verein Tschechischer Meister. Nach Auslaufen seines Vertrages nach der Saison 2012/13 wechselte Bartek innerhalb der Extraliga zu den Bílí Tygři Liberec, bei denen er einen Dreijahresvertrag erhielt.
Zwischen Oktober 2016 und dem Ende der Saison 2016/17 stand Bartek bei den Eispiraten Crimmitschau aus der DEL2 unter Vertrag.

### International
Im Nachwuchsbereich spielte Bartek für die Slowakei zunächst bei der U18-Europameisterschaft 1998 und anschließend mit der U20-Eishockeynationalmannschaft bei der U20-Weltmeisterschaft 1999.
Mit der slowakischen Herrenauswahl nahm er an der Weltmeisterschaft 2013 teil.

## Erfolge und Auszeichnungen
| - 2001 Teilnahme am ECHL All-Star Game - 2001 ECHL All-Rookie Team - 2004 Topscorer der slowakischen Extraliga - 2004 Bester Torschütze der slowakischen Extraliga - 2004 All-Star Team der slowakischen Extraliga - 2005 Slowakischer Meister mit dem HC Slovan Bratislava | - 2008 Topscorer der 2. Bundesliga - 2008 Bester Vorlagengeber der 2. Bundesliga - 2008 Bester Torschütze der 2. Bundesliga - 2008 Spieler des Jahres der 2. Bundesliga - 2009 Teilnahme am DEL All-Star Game - 2012 Tschechischer Meister mit dem HC Pardubice |

### International
- 1999 Bronzemedaille bei der U20-Junioren-Weltmeisterschaft

## Karrierestatistik
(Legende zur Spielerstatistik: Sp oder GP = absolvierte Spiele; T oder G = erzielte Tore; V oder A = erzielte Assists; Pkt oder Pts = erzielte Scorerpunkte; SM oder PIM = erhaltene Strafminuten; +/− = Plus/Minus-Bilanz; PP = erzielte Überzahltore; SH = erzielte Unterzahltore; GW = erzielte Siegtore; 1 Play-downs/Relegation; Kursiv: Statistik nicht vollständig)